# توموکو فوزه
توموکو فوزه(布施 知子، فیوز توموکو، متولد نیگاتا، 1951) هنرمند اوریگامی اهل ژاپن است وی نویسنده کتابهای متعددی با موضوع اوریگامی ماژولدار است، و از نظر بسیاری او به عنوان یک استاد برجسته در این رشته شناخته می‌شود.
فوزه(برای اولین بار اریگامی را هنگامی که در کودکی در بیمارستان آموخت. وی وقتی که ۱۹ ساله داشت، دو سال و نیم نزد استاد اوریگامی، توویاکی کاوای، تحصیل کرد. او اولین کتاب اریگامی خود را در سال۱۹۸۱،منتشر کرد؛ و از آن زمان بیش از ۶۰ کتاب (به علاوه نسخه خارج از کشور) از سال ۲۰۰۶ منتشر کرده‌است. او طرح‌های مختلفی از اریگامی، از جمله جعبه‌ها، کوسوداما، اسباب بازی‌های کاغذی، ماسک‌ها، چند وجهی ماژولدار، و همچنین اشکال و اشیا هندسی دیگر، مانند قالب‌های اریگامی، را با انتشار به زبان‌های ژاپنی، کره ای او اکنون با همسرش تارو توریومی، چاپگر و محترم بلوک چوب، در دهستان ناگانو، ژاپن اقامت دارد.

## انتشارات
به انگلیسی:
- Spiral: Origami / Art / Design , Viereck Verlag، ۲۰۱۲،شابک ‎۹۷۸-۳-۹۴۱۳۲۷-۰۶-۱
- گل اوریگامی گلوب، تجارت انتشارات ژاپن، ۱۸ مه ۲۰۰۷ ،شابک ‎۹۷۸-۴-۸۸۹۹۶-۲۱۳-۰
- حلقه‌ها و اکلیل‌های اریگامی: یک کالیدوسکوپ از ۲۸ اثر تزئینی اوریگامی، تجارت انتشارات ژاپن، نوامبر ۲۰۰۷شابک ‎۹۷۸-۴-۸۸۹۹۶-۲۲۳-۹
- کوسوداما اوریگامی ، انتشارات ژاپن، سپتامبر ۲۰۰۲ ،شابک ‎۹۷۸-۴-۸۸۹۹۶-۰۸۷-۷
- جعبه‌های افسانه اریگامی ، انتشارات ژاپن، ژوئیه ۱۹۹۸شابک ‎۹۷۸-۰-۸۷۰۴۰-۹۷۸-۳
- جعبه‌های اریگامی سریع و آسان ، انتشارات ژاپن ۱۹۹۴، ژاپن، آوریل ۱۹۹۰ ،شابک ‎۹۷۸-۰-۸۷۰۴۰-۸۵۲-۶
- جعبه‌های اریگامی: سبک موریبانا ، انتشارات ژاپن، ژوئن ۱۹۷۵ ،شابک ‎۹۷۸-۰-۸۷۰۴۰-۸۲۱-۲
- جعبه‌های اریگامی ، انتشارات ژاپن، ژوئیه ۱۹۸۹ ،شابک ‎۰-۸۷۰۴۰-۸۲۱-۶
- جعبه‌های اریگامی Tomoko Fuse ، انتشارات تاتل، آوریل ۲۰۱۸ ،شابک ‎۹۷۸-۰-۸۰۴۸۵-۰۰۶-۳
- اوریگامی آسان برای زنده کردن زندگی شما (Kurashi o Irodoru Raku Raku Raku no Origami) ناشران Ishizue (ژوئیه ۱۹۹۶) ،شابک ‎۹۷۸-۴-۹۰۰۷۴۷-۱۰-۴
- یونیتو اوریگامی (واحد اوریگامی)، ناشران Chikuma Shobo (دسامبر ۱۹۸۳) ،شابک ‎۴۴۸۰۰۴۰۷۸۱
- جعبه‌های زیبا Origami 2، شرکت Nihonvogue، ژاپن، ۲۰۱۴، http://book.nihonvogue.co.jp ،شابک ‎۹۷۸-۴-۵۲۹-۰۵۲۸۵-۶